# 津田守彦
津田 守彦（つだ もりひこ、1847年（弘化4年11月）- 1913年（大正2年）3月17日）は、幕末の福岡藩士、明治期の政治家。衆議院議員。幼名・誠、旧名・武右衛門守正。

## 経歴
筑前国那珂郡福岡荒戸町（現福岡県福岡市中央区荒戸）で、福岡藩士・津田茂代の長男として生まれ、同藩士・津田武右衛門守一の養子となる。養家は砲術指南の家柄で、津田も藩命により長崎、鹿児島に派遣され洋式砲術・練兵を学び、帰藩後、洋式練兵を教授した。明治維新後、旧領地の縁で怡土郡三雲村（現糸島市）に移り、農業、蚕業を営む。
1873年4月、怡土郡一円の戸長に任じられた。土木組合の設置、農産品評会の開催、勧業組合の設立、畜産業の振興、養蚕の奨励と普及、製糸場の設置などに尽力し、地域産業の振興を推進した。1884年、志摩郡前原村に旧制中学校が設立されると同校長に就任し、子弟の教育に努めた。
政界では、怡土村会議員、糸島郡会議員、福岡県会議員を務めた。1890年7月、第1回衆議院議員総選挙に福岡県第一区から出馬して当選。以後、第3回総選挙まで連続3回の当選を果たした。
また、九州鉄道の創立委員となり、1888年下半期から1892年上半期まで取締役を務めた。1899年、海外移民を計画し、メキシコなどへの移民事業に従事した。